# فرقة بانزر 12 (الفيرماخت)
فرقة بانزر الثانية عشرة فرقة مدرعة في الجيش الألماني، الفيرماخت، خلال الحرب العالمية الثانية، تأسست في عام 1940.
في أكتوبر 1940، أعيد تنظيم فرقة المشاة الآلية الثانية لتصبح فرقة بانزر الثانية عشرة، وفي يونيو 1941 انضمت إلى عملية بربروسا، قاتلت في معارك مينسك وسمولينسك. قاتلت بقية الحرب على الجبهة الشرقية واستسلمت للجيش الأحمر في جيب كورلاند في مايو 1945.

## التاريخ

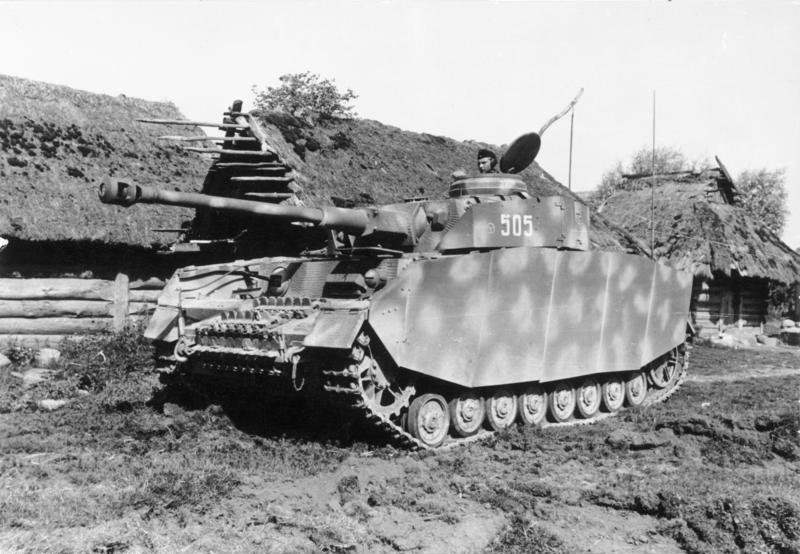
بانزر الرابعة تابعة للفرقة العاملة على الجبهة الشرقية عام 1944

تم تشكيل الفرقة من فرقة المشاة الثانية، التي تشكلت في عام 1921. كنت الفرقة الية في 1936-1937 وشارك في غزوات بولندا وفرنسا. أعيد تنظيمه كفرقة بانزر في أكتوبر 1940. 

## القادة
قادة الفرقة: 
- اللفتنانت جنرال فيدور فون بوك ، 1931
- اللواء / اللفتنانت جنرال هوبرت جيرك ، 1 أكتوبر 1934
- اللواء / الفريق بول بدر ، 1 أبريل 1937
- الجنرال روبرت جوزيف هاربي ، 5 أكتوبر 1940
- Generalleutnant Walter Wessel ، 15 يناير 1942
- Generalleutnant Erpo Freiherr von Bodenhausen ، 1 مارس 1943
- اللواء الرائد غيرهارد مولر ، 28 مايو 1944
- Generalleutnant Erpo Freiherr von Bodenhausen ، 16 يوليو 1944
- أوبرست هورست فون يوزدوم ، 12 أبريل 1945

### قائمة المراجع
ملاحظة: قد تتطلب مراجع الويب اتباع الروابط لتغطية سجل الوحدة بالكامل.
- Mitcham، Samuel W. (2000). The Panzer Legions. Mechanicsburg: Stackpole Books. ISBN:978-0-8117-3353-3.  Mitcham، Samuel W. (2000). The Panzer Legions. Mechanicsburg: Stackpole Books. ISBN:978-0-8117-3353-3.  Mitcham، Samuel W. (2000). The Panzer Legions. Mechanicsburg: Stackpole Books. ISBN:978-0-8117-3353-3.
- Stoves، Rolf (1986). Die Gepanzerten und Motorisierten Deutschen Grossverbände 1935 – 1945 [The armoured and motorised German divisions and brigades 1935–45]. باد ناوهايم: Podzun-Pallas Verlag. ISBN:3-7909-0279-9.  Stoves، Rolf (1986). Die Gepanzerten und Motorisierten Deutschen Grossverbände 1935 – 1945 [The armoured and motorised German divisions and brigades 1935–45]. باد ناوهايم: Podzun-Pallas Verlag. ISBN:3-7909-0279-9.  Stoves، Rolf (1986). Die Gepanzerten und Motorisierten Deutschen Grossverbände 1935 – 1945 [The armoured and motorised German divisions and brigades 1935–45]. باد ناوهايم: Podzun-Pallas Verlag. ISBN:3-7909-0279-9.
- هاينز جوديريان (1957) [1952]. Panzer Leader (abridged) (ط. First Ballantine Books). New York: Ballantine Books. ISBN:0-345-25329-9.  هاينز جوديريان (1957) [1952]. Panzer Leader (abridged) (ط. First Ballantine Books). New York: Ballantine Books. ISBN:0-345-25329-9.  هاينز جوديريان (1957) [1952]. Panzer Leader (abridged) (ط. First Ballantine Books). New York: Ballantine Books. ISBN:0-345-25329-9.
- بوركهارد مولر-هيلبراند: داس هير 1933-1945. Entwicklung des organisatorischen Aufbaues. المجلد ثالثًا: دير زويفرونتنكريك. Das Heer vom Beginn des Feldzuges gegen die Sowjetunion bis zum Kriegsende . ميتلر: فرانكفورت 1969 ، ص.   285.
- جورج تيسين: Verbände und Truppen der deutschen Wehrmacht und Waffen-SS im Zweiten Weltkrieg، 1939 - 1945 . المجلد الثاني: Die Landstreitkräfte 1-5 . ميتلر: فرانكفورت 1966.
- جورج تيسين: Verbände und Truppen der deutschen Wehrmacht und Waffen-SS im Zweiten Weltkrieg، 1939 - 1945 . المجلد ثالثًا: Die Landstreitkräfte 6-14 . ميتلر: فرانكفورت أم ماين 1967.